# Raif Akbulut
Raif Akbulut (ur. w 1929) – turecki zapaśnik walczący w stylu klasycznym. Olimpijczyk z Helsinek 1952, gdzie odpadł w eliminacjach w kategorii do 67 kg.